# Frieda Gijbels
Frieda Gijbels (Bree, 18 februari 1975) is een Belgische Vlaams-nationalistische politica voor N-VA.

## Opleiding en professionele carrière
Gijbels volgde secundair onderwijs aan het Onze-Lieve-Vrouwlyceum in Genk, waar ze in 1993 afstudeerde in de richting Grieks-Latijn. Vervolgens studeerde ze van 1993 tot 1998 tandheelkunde aan de Katholieke Universiteit Leuven en specialiseerde ze zich van 1998 tot 2003 in parodontologie. In 2003 behaalde ze haar doctoraat in de medische wetenschappen. Datzelfde jaar nog startte ze een praktijk als zelfstandig tandarts-parodontologe in Opglabbeek, thans een deelgemeente van Oudsbergen.

## Politieke loopbaan
Het politieke engagement van Gijbels begon in 2014, toen ze zich kandidaat stelde voor de N-VA vanop de tweede opvolgersplaats voor de Kamer in de kieskring Limburg. Ze behaalde 10.033 voorkeursstemmen.
Bij de gemeenteraadsverkiezingen van oktober 2018 was ze lijsttrekker voor N-VA in Oudsbergen. Ze behaalde 1.683 voorkeursstemmen en werd fractieleider in de gemeenteraad. Bij de gemeenteraadsverkiezingen van oktober 2024 werd ze de stemmenkampioen in Oudsbergen met 3.369 voorkeurstemmen als lijsttrekker van de gezamenlijke lijst N-VA-Open Oudsbergen. Ondanks dit sterke resultaat kwam de partij in de oppositie terecht, omdat CD&V erin slaagde de absolute meerderheid te behouden.
In mei 2019 werd ze verkozen als Kamerlid met 14.722 voorkeurstemmen. In de Kamer volgde ze in de legislatuur 2019-2024 de dossiers op rond gezondheidszorg en wetenschapsbeleid. In juni 2024 werd Gijbels herverkozen als Kamerlid met 20.581 voorkeurstemmen, deze keer vanop de tweede plaats van de Limburgse N-VA-lijst. Opnieuw ging ze zich focussen op gezondheidszorg en wetenschapsbeleid, maar ze ging zich nu ook toeleggen op sociale zaken en ethische thema’s.
Op 24 mei 2025 werd Frieda Gijbels samen met Maaike De Vreese verkozen tot nationaal ondervoorzitter van de N-VA, onder voorzitter Valerie Van Peel.

## Privé
Frieda Gijbels woont in Ellikom (Oudsbergen), is getrouwd en moeder van drie kinderen. 